# T30 (танк)
T30 (англ. T30 Heavy Tank) — экспериментальный тяжёлый танк США послевоенного времени. Работы по проекту велись в 1945—1950 гг.

## Описание
Представляет собой опытный тяжёлый танк T29, перевооружённый 155-мм гаубицей-пушкой Т7 — самым крупнокалиберным образцом американского ствольного танкового вооружения периода Второй мировой войны. Всего в 1945—1947 годах было построено два прототипа T30. Оба они прошли в 1948 году испытания на Абердинском танковом полигоне, но на вооружение приняты не были. 1 февраля 1945 г. проект был отклонён командованием Сухопутных войск США (AGF). Проект был закрыт окончательно 1 сентября 1950 г. вместе с проектом танка T29

## В компьютерных играх
Т30 широко стал известен благодаря игре  World of Tanks. В самой игре Т30 был представлен как тяжелый танк 10 уровня техники США, но в дальнейшем его перевели в ветку башенных ПТ-САУ США на 9 уровень.
С обновлением 1.85 введён в игру War Thunder в качестве главного приза для танкистов за новогоднюю акцию 2019 года.